# Heather Hallett
Heather Carol Hallett (né le 16 décembre 1949) est une juge anglaise à la retraite de la Cour d'appel et une pair à vie. 

## Jeunesse et éducation
Hallett est la fille de Hugh Victor Dudley Hallett (1919-1991), un policier qui a gravi les échelons jusqu'au grade de chef adjoint et secrétaire général de l'Association internationale de la police,,,. Elle fait ses études à la Brockenhurst Grammar School, dans la New Forest, et au St Hugh's College, à Oxford.

## Carrière juridique
Hallett est admise au Barreau par Inner Temple en 1972. Elle devient conseillère de la reine en 1989 et conseillère d'Inner Temple en 1993. Elle est la première femme à présider le Conseil du Barreau en 1998, après avoir été vice-présidente en 1997, et devient trésorière de l'Inner Temple en 2011.
Hallett est nommée greffier de la Cour de la Couronne en 1989, juge suppléante de la Haute Cour en 1995, puis juge à plein temps de la Haute Cour, en 1999, dans la Division du Banc de la Reine, étant nommé Dame Commandeur de l'Ordre de l'Empire Britanniques (DBE) le 21 juillet 1999. Elle est promue à la Cour d'appel en 2005. Elle est nommée membre de la Commission des nominations judiciaires en janvier 2006, en tant que représentante du pouvoir judiciaire.
Hallett est choisie en 2009 comme coroner dans l'enquête sur les 52 victimes des Attentats de Londres du 7 juillet 2005.
Elle entame un mandat de quatre ans en tant que vice-présidente de la Division du Banc de la Reine le 3 octobre 2011, succédant au Lord Justice Thomas.
En mai 2012, lors d'une audience d'appel, elle annule la condamnation pour meurtre de Sam Hallam, 24 ans, qui a passé sept ans en prison, ce qui fait de lui l'une des plus jeunes victimes d'une erreur judiciaire britannique.
En février 2013, elle est évaluée comme la 8e femme la plus puissante de Grande-Bretagne par Woman's Hour sur BBC Radio 4. En novembre 2013, elle est nommée vice-présidente de la division criminelle de la Cour d'appel, succédant à Lord Hughes.
En mars 2014, elle est nommée par le Secrétaire d'État pour l'Irlande du Nord pour effectuer un examen indépendant du régime administratif par lequel des «lettres d'assurance» sont envoyées aux personnes appelées «en fuite» (OTR). 
Le 14 juin 2017, elle est nommée membre honoraire de l'Académie des experts en reconnaissance de sa contribution au Comité judiciaire de l'Académie et de son travail pour les témoins experts.
Hallett est nommée pour une pairie à vie dans les honneurs de démission du premier ministre 2019 et est créée baronne Hallett, de Rye dans le comté du Sussex de l'Est, le 11 octobre 2019.

## Vie privée
Hallett est mariée à Nigel Vivian Marshall Wilkinson, un enregistreur et juge adjoint de la haute cour ; ils ont deux fils.